# Катков Михайло Никифорович
Михайло Никифорович Катков (рос. Михаил Никифорович Катков)  (1 (13) лютого 1818 — 20 липня (1 серпня) 1887) — російський консервативний публіцист, літературний критик.
Народився в родині дрібного чиновника та грузинської дворянки. Закінчив Московський університет, цікавився філософією. Працював у декількох московських газетах. Був редактором журналу «Русский вестник». Відзначався конесервативними, монархічними поглядами. В українському питанні стояв на позиціях протидії «українському сепаратизмові», вважав розвиток української літературної мови шкідливим. Був одним з ініціаторів сумнозвісного Емського указу і обмежень на вживання української мови в Російській імперії.